# De Verdwijning van Wagen 27
De Club van Sinterklaas & De Verdwijning van Wagen 27 is het derde seizoen van De Club van Sinterklaas. Dit seizoen bestond uit 25 afleveringen, die werden uitgezonden tussen 1 november en 3 december 2002. Het volledige seizoen werd herhaald op 4 en 5 december. Is het vervolg op De Nieuwe Club van Sinterklaas, en gevolgd door De Club van Sinterklaas & Het Blafpoeder.

## Verhaal
Testpiet loopt achter op schema bij het testen van het speelgoed. Ze vraagt aan Surprisepiet, een nieuwe Piet, of ze met hem kan meerijden om het laatste beetje speelgoed onderweg te testen. Hij vindt het meer dan goed, en na een klein belletje met Hoofdpiet zijn ze gereed om te gaan. Onderweg naar Nederland wordt hun wagen echter gekaapt door de schurk Meneer de Directeur, en hij ontvoert de twee Pieten. Door middel van de ontvoering wil hij Sinterklaas overtuigen om zijn vierkante jeu-de-boulesballen op de markt te brengen.

## Rolverdeling
- Sinterklaas - Bram van der Vlugt
- Wegwijspiet - Michiel Kerbosch
- Chefpiet - Don van Dijke
- Coole Piet - Harold Verwoert
- Testpiet - Beryl van Praag
- Muziekpiet - Wim Schluter
- Gulle Piet - Sharon Wins
- Surprisepiet - Finn Poncin
- Radarpiet - Hajo Bruins
- Pietje van Alles - Tim Kerbosch
- Smulpiet - André Troost
- Meneer de Directeur - Tim de Zwart

## Liedjes
De titelsong is net als in eerdere seizoenen verwerkt als muziekclip in de serie. Opnieuw bestaat het filmpje uit Coole Piet en een groep Pietendanseressen, op een zeiltjalk, welke in de serie gebruikt werd om de Pieten van de Club van Sinterklaas te vervoeren naar Nederland. Het originele Club-liedje Dit Ga Toch Je Niet Menen (een lange versie van de titelsong) werd gezongen door Harold Verwoert (als Coole Piet). De titelsong is uitgebracht op cd-albums Fox Kids Sint Hits (2002) en Jetix Sint Hits (2005).

### Titelsong
Dit ga je toch niet menen is een liedje uit 2002 van Coole Piet, een personage uit de Fox Kids-serie De Club van Sinterklaas, vertolkt door Harold Verwoert.
In het liedje dat tevens de beginmelodie is van het derde seizoen getiteld De Club van Sinterklaas & De Verdwijning van Wagen 27 van de televisieserie De Club van Sinterklaas, wordt de verhaallijn van de huidige reeks beschreven. In het eerste couplet wordt het gewoonlijke verhaal van Sinterklaas beschreven: ben je dit jaar weer zoet geweest, dan is de Sint weer vrijgevig van geest. Dit zoete verhaaltje wordt vervolgens onderbroken door het refrein waarin wordt verteld dat twee Pieten ontvoerd zijn wanneer een boef pakjeswagen 27 gekaapt heeft. Hij zet de Pieten onder druk met eisen waarmee ze de ontvoerde Pieten mogelijk weer terug kunnen krijgen.
Muzikaal gezien is het een vrolijk melodietje. De brug bestaat heel simpel uit het meerdere malen herhalen van het zinnetje we moeten 'm pakken pakken, om vervolgens het refrein hierna nog twee keer in te zetten met een andere tekst. Concluderend: we hebben de boef te pakken, nu zitten we gebakken. In de videoclip is te zien hoe Coole Piet op een zeiltjalk het verhaal zingend verteld terwijl hij samen met de danspieten dansbewegingen uitvoert.
Was in het jaar 2002 deel van het gelijknamige televisieseizoen en werd buiten de aflevering(en) uitgezonden op kinderzender Fox Kids tijdens reclameblokken. Voor de leader is het liedje verkort naar dertig seconden (beperkt tot eenmaal refrein).